# 삼성 갤럭시 버즈 시리즈
삼성 갤럭시 버즈 시리즈(영어: Samsung Galaxy Buds series)는 삼성 전자의 무선 이어폰 시리즈이다. 2019년 2월 20일 삼성 갤럭시 버즈 공개와 함께 생겨난 시리즈이다.

## 모델

### 삼성 갤럭시 버즈
2019년 3월 8일 삼성 갤럭시 버즈(SM-R170)가 출시되었다. 출시 가격은 129.99달러였으며, 무선 충전 케이스가 포함되어 있었다. 버즈는 버즈 플러스가 발매되었을 때 중단되었다.

### 삼성 갤럭시 버즈 플러스
갤럭시 버즈 플러스(SM-R175)는 2020년 2월 11일 갤럭시 언팩 행사에서 발표되었다. 버즈 플러스는 원래 버즈보다 20달러 오른 149.99달러로 2월 14일에 출시되었다. 버즈 플러스는 오리지널 버즈와 같은 디자인을 유지했지만, 리뷰어들은 사운드와 마이크 품질이 향상되었고 배터리 수명이 크게 증가했다고 칭찬했다. 또한 낮은 주파수에서 오디오 품질을 향상시키기 위해 베이스용 두 번째 드라이버가 포함되었다.

### 삼성 갤럭시 버즈 라이브
갤럭시 버즈 라이브(SM-R180)는 2020년 8월 5일 갤럭시 언팩 행사를 통해 발표되었다. 버즈 라이브는 버즈 라인업에 사용된 이전의 이어 디자인에서 탈피해 온 이어 디자인과 같은 "콩"으로 유명했다. 버즈 라이브는 능동 소음 제거 기능을 갖춘 최초의 갤럭시 버즈 장치였다. 버즈 라이브는 그들의 디자인으로 칭찬받았지만, 효과적이지 않은 능동 소음 제거로 인해 비판을 받았다.

### 삼성 갤럭시 버즈 프로
갤럭시 버즈 프로(SM-R190)는 2021년 1월 14일에 발표되었고 다음날 1월 15일에 출시되었다. 버즈 프로는 갤럭시 버즈 플러스의 디자인을 개선했고 향상된 오디오, 헤드 트래킹 기술, 능동 소음 제거 기능을 포함했다. 이들은 향상된 디자인과 음질로 찬사를 받았지만 능동 소음 제거 기능이 켜져 있을 때 배터리 수명이 5시간이라는 지적을 받았다.

### 삼성 갤럭시 버즈 2
버즈 2는 2021년 8월 11일 갤럭시 워치 4와 함께 갤럭시 언팩에서 발표되었다. 버즈2는 액티브 노이즈 캔슬링을 포함하고 있으며, 버즈 프로보다 비용이 저렴하며, 가격 대비 성능이 전반적으로 뛰어나다는 평가를 받았다.

### 삼성 갤럭시 버즈 2 프로
갤럭시 버즈 2 프로(SM-R510)는 2022년 8월 10일 갤럭시 워치 5와 함께 갤럭시 언팩에서 발표되었다. 버즈 2 프로는 버즈 2의 후속작으로 여겨졌다. 여담으로 버즈 프로는 버즈 2 프로 발표 이후 중단되었다. 버즈 2 프로에는 능동 소음 제거, 24비트 Hi-Fi 오디오 지원(One UI 4.0 또는 그 이상의 삼성 장치를 사용하는 경우) 및 향상된 360도 오디오가 포함되어 있다. 2022년 8월 26일 출시 가격은 229.99달러로 갤럭시 버즈 프로 대비 30달러 인상되었다.